# Saint-Denis-des-Puits
Saint-Denis-des-Puits är en kommun i departementet Eure-et-Loir i regionen Centre-Val de Loire strax norr om centrala Frankrike. Kommunen ligger i kantonen Courville-sur-Eure som tillhör arrondissementet Chartres. År 2022 hade Saint-Denis-des-Puits 150 invånare.

## Befolkningsutveckling
Antalet invånare i kommunen Saint-Denis-des-Puits
Referens:INSEE